# Festa da Circuncisão

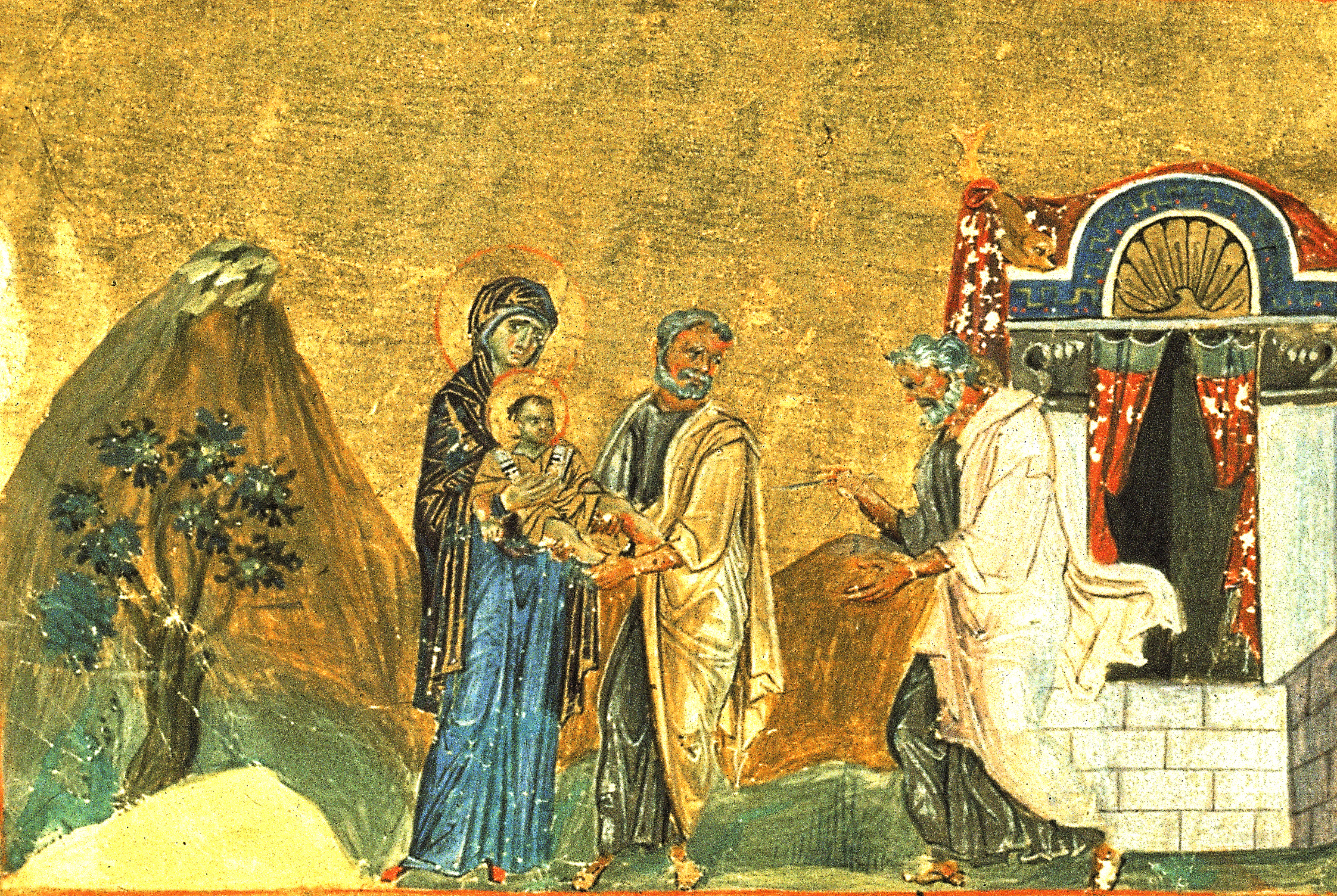
Circuncisão de Cristo, 979-984.
Iluminura no "Menológio de Basílio II", atualmente na Biblioteca Vaticana.

A Festa da Circuncisão de Cristo é uma celebração Cristã da circuncisão de Jesus de acordo com a tradição Judaica, oito dias (de acordo com o cálculo do intervalo de dias Semita e da Europa do sul) depois do seu nascimento, coincidente com o momento em que Lhe é formalmente dado o nome.
A circuncisão de Jesus é tradicionalmente vista, conforme explicado na popular obra do século XIV Legenda Áurea, como a primeira vez que o sangue de Cristo foi derramado, dando assim início ao processo da redenção do Homem, e uma demonstração de que Cristo fora plenamente humano, bem como a sua obediência à Lei bíblica.
O dia festivo aparece no dia 1 de Janeiro no calendário litúrgico da Igreja Ortodoxa. Também aparece no Calendário Geral Romano anterior a 1960, e é celebrado em algumas igrejas da Comunhão Anglicana e praticamente todas as igrejas Luteranas.

## Igreja Ortodoxa
O feriado é celebrado com uma vigília nocturna, tendo início na noite de 31 de Dezembro. Aos hinos dos festejos juntam-se as orações a São Basílio de Cesareia. Após a liturgia divina da manhã seguinte, as igrejas Ortodoxas Russas celebram frequentemente o Moleben de ano novo, orando para a obtenção da bênção de Deus para o novo ano civil (a Igreja Ortodoxa comemora a indicção, o ano novo eclesiástico, em 1 de Setembro).
No calendário Juliano, 1 de Janeiro corresponderá, até 2100, a 14 de Janeiro no calendário Gregoriano. Respectivamente, na Rússia, 14 de Janeiro no calendário civil é conhecido como o antigo ano novo já que corresponde a 1 de Janeiro no calendário Juliano, ainda usado pela Igreja.

## Igreja Católica Romana
Até ao século XV a Igreja Católica celebrava em conjunto a Circuncisão e o que é hoje a festividade do Santíssimo nome de Jesus. A ênfase da última na devoção a São Bernardino de Siena aparenta estar na origem da separação. Até 1960, o Calendário Romano Geral indicava 1 de Janeiro como a Festa da Circuncisão do Nosso Senhor e a oitava da Natividade. No Codex Rubricarum de 1960, uma revisão do calendário sob a orientação do Papa João XXIII, incorporado no seu Missal Romano de 1962, 1 de Janeiro é chamado simplesmente de Oitava da Natividade. Desde 1969, o Calendário Geral Romano celebra 1 de Janeiro como a Solenidade de Santa Maria, Mãe de Deus, fazendo também a referência à Oitava da Natividade. O papa paulo VI designou o dia como Dia Mundial da Paz em 1974.

## Comunhão Anglicana
A liturgia do Livro de Oração Comum da Comunhão Anglicana celebra este dia como a Circuncisão de Cristo. Desde 2000, a Oração Comum da Igreja Anglicana lista este dia como a "Nomeação e Circuncisão de Jesus Cristo".

## Igreja Luterana
Uma vez que foi uma celebração de Cristo e esteve directamente relacionada com passagens nas Escrituras (sobretudo Lucas 2:21), a Festa da Circuncisão foi mantida nas igrejas da Reforma Luterana. Ainda se mantém actualmente em maior parte dos calendários litúrgicos, embora exista um movimento generalizado para a designar por Nome de Jesus. Martinho Lutero pregou pelo menos um sermão notável sobre este dia celebratório, ainda hoje disponível e contido nos livros de hinos luteranos até à década de 1970.